# 협폭동체 항공기

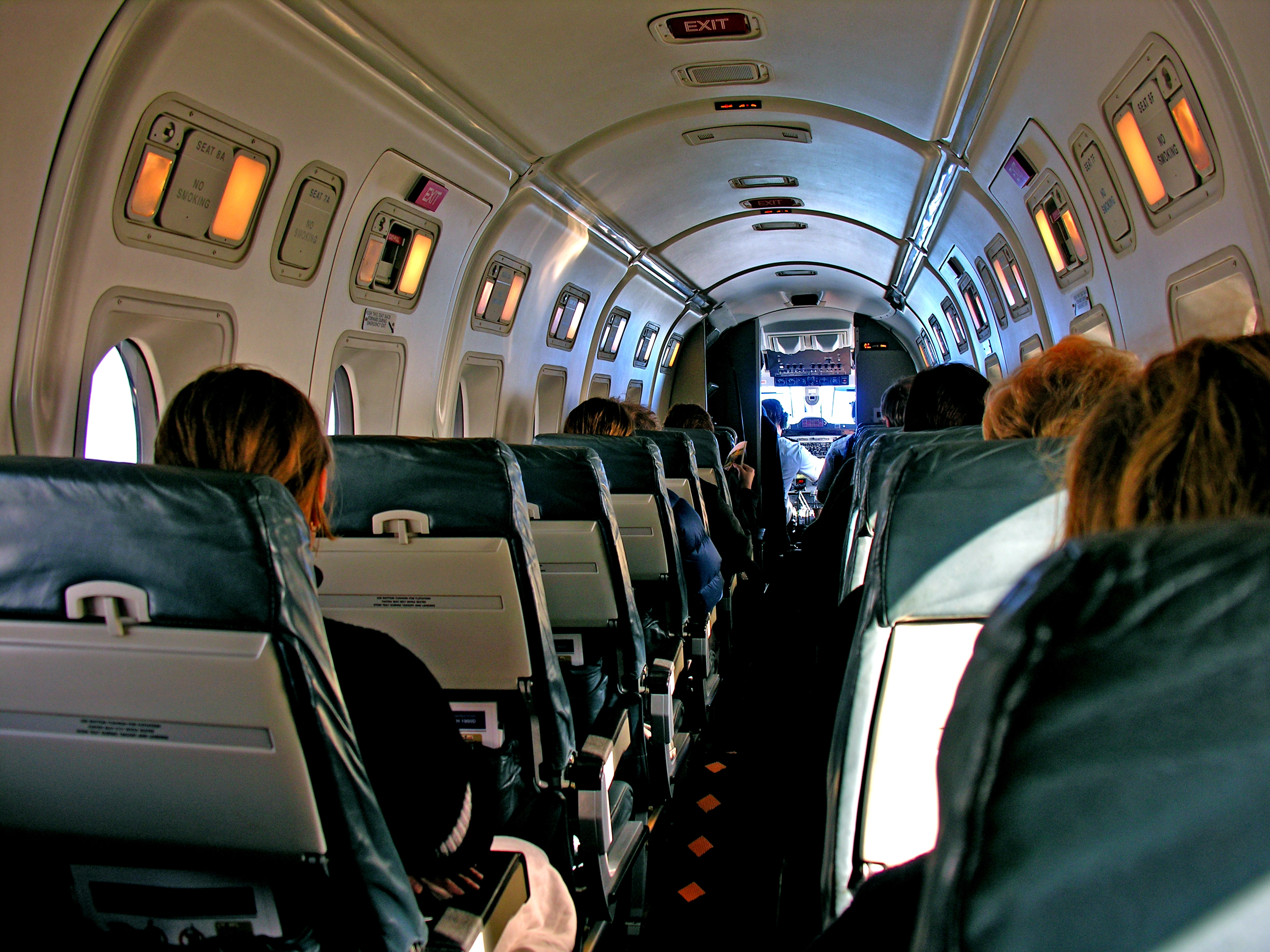
에어 뉴질랜드 비치 1900의 이코노미석
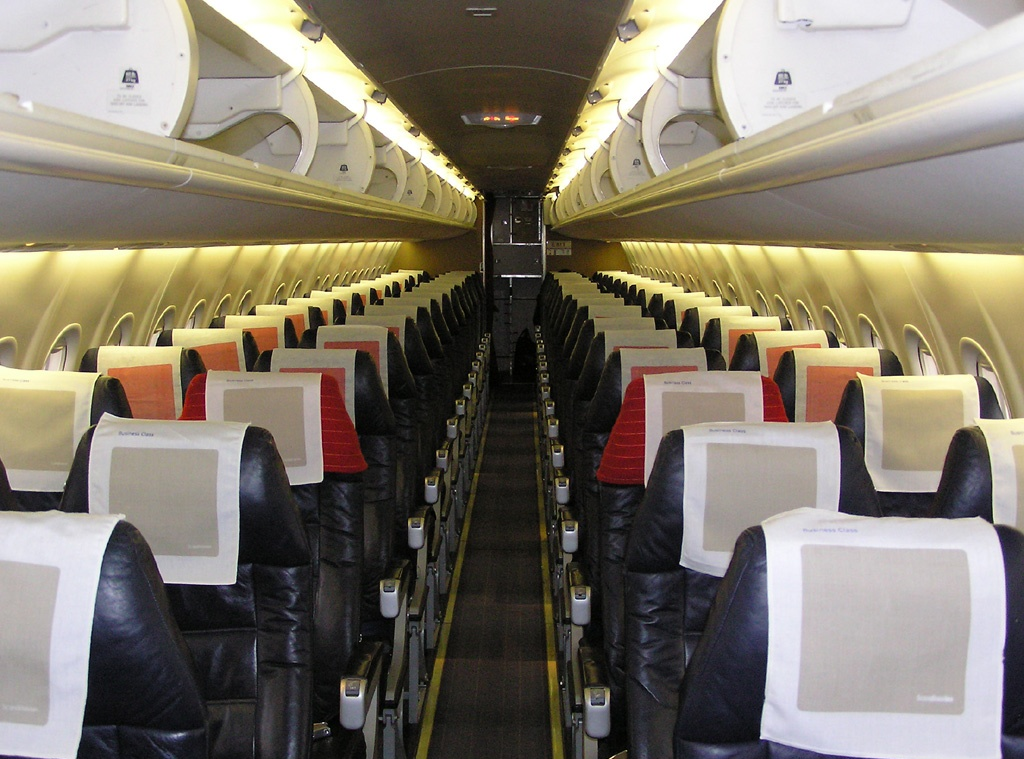
스칸디나비아 커뮤터 대쉬 8의 이코노미석
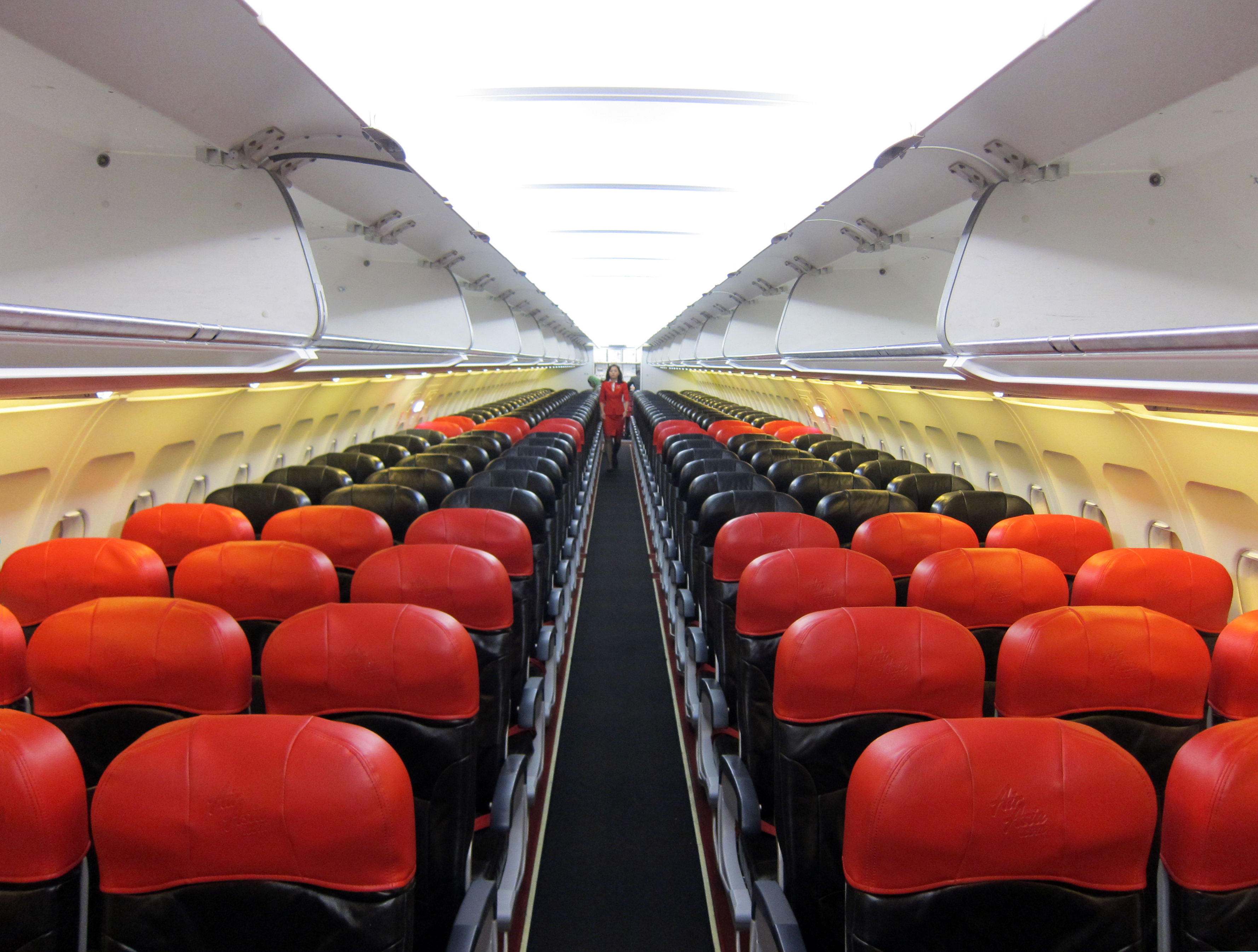
에어아시아 에어버스 A320의 이코노미석

협폭동체 항공기(영어: narrow-body aircraft or single-aisle aircraft)는 항공기 기내 복도가 한 줄인 항공기를 말한다. 보잉 737이나 A320 계열, 보잉 757과 같은 부류의 기종이 협폭동체 항공기에 속하며, 7열짜리 협폭동체 항공기도 있다.

## 개발 경쟁
일본, 중국, 러시아, 브라질, 캐나다 등의 국가에서 보잉 737급인 90인승 여객기를 세계 시장에 선보이고 있다. 대한민국도 90인승 여객기를 독자개발하려고 한다. 모두들 이 기종부터 도전하고 있다. 원래 한국은 2000년까지 90인승 여객기를 중국과 합작해서 개발하겠다고 언론에 보도되었는데, 중도에 취소되었고, 2010년 기준으로 중국은 90인승 여객기를 독자개발했으나, 한국은 아직 개발계획조차 확정되지 않은 상태에 있다. 중소형 여객기의 수요는 앞으로 20년 동안 전 세계에서 4천대 정도로 예상되고 있다. 대당 1000억원으로 계산하면 20년간 400조원의 수요가 예상된다.
- 미국 - 보잉 737           MAX
- 유럽 - 에어버스 A320neo 패밀리
- 유럽 - 에어버스 A220
- 일본 - 미쓰비시 MRJ
- 일본 - 가와사키 YPX
- 중국 - 코맥 C919
- 러시아 - 수호이 슈퍼제트 100
- 브라질 - 엠브라이르 E-Jets
- 캐나다 - 봄바디어 CRJ700 3900만 달러

## 주요 항공기 기종

### 보잉
- 보잉 717
- 보잉 727
- 보잉 737
- 보잉 737 MAX
- 보잉 757

### 맥도널 더글러스, 더글러스
- 맥도널 더글러스 MD-80
- 맥도널 더글러스 MD-90
- 맥도널 더글러스 DC-9
- 더글러스 DC-8

### 러시아제 기종
- 투폴레프 Tu-134
- 투폴레프 Tu-154
- 투폴레프 Tu-204
- 일류신 Il-62
- 수호이 슈퍼제트 100
- 이르쿠트 MC-21

### 기타
- 에어버스 A320 패밀리
- 에어버스 A320neo 패밀리
- 포커 100
- ATR 42
- ATR 72
- 엠브라에르 E-Jets
- 봄바디어 C시리즈
- 브리티시 에어로스페이스 146

## 같이 보기
- 광폭동체 항공기